# Campeão linear
No boxe profissional, o campeão linear de uma categoria de peso é um termo teórico, em qual se supõe que se entregue ao boxeador considerado como o melhor de todos na sua categoria. Outro lutador pode ganhar o título linear apenas se derrotar o atual campeão linear em uma luta. O campeão linear é conhecido como "o homem que venceu o homem". Não existe um regulamento que indique as condições para este título de campeão linear, e também não existe um método que determine o que fazer com aqueles campeões que se retiram ou mudam de divisão, e seu respectivo título.

## História
Este conceito foi desenvolvido por fãs descontentes com a tendência de cada organização (WBC, WBA, IBF, WBO, etc.) de reconhecer cada um seu próprio campeão em cada categoria, e em particular por tomar o título dos boxeadores que se negam a lutar contra seu desafiante obrigatório. Isso era raro antes dos anos 70, pois a Associação Nacional de Boxe (NBA) e a Comissão Atlética do Estado de Nova York (NYSAC) reconheciam diferentes campeões, mas não passava bastante tempo para que estes tivessem que se enfrentar e haver um único campeão, podendo considerar nesse tempo como campeão linear. Vários bons boxeadores foram considerados campeões lineares (por exemplo, Mike Tyson, Lennox Lewis).

## Versões
A revista sobre boxe The Ring tem sua própria versão de campeão linear. Um título vago só é concedido quando o primeiro do ranking da The Ring luta contra o #2, #3, #4 o #5 . A revista The Ring tem uma classificação própria dos 10 melhores boxeadores de uma determinada categoria. Em 2007, ela foi adquirida pela promotora de boxe Golden Boy Promotions. The Ring começou a entregar o titulo linear, nas lutas que a Golden Boy promovia (como na de Joe Calzaghe vs. Roy Jones, Jr. em 2008).

## Recordes
- Muhammad Ali é o único a ser considerado campeão linear em três ocasiões. Ele derrotou Sonny Liston (1964), George Foreman (1974) e Leon Spinks (1978).
- Manny Pacquiao é o único campeão que conseguiu ganhar em cinco divisões distintas (mosca, pena, super-pena, super-leve e meio-médio). Pacquiao obteve três títulos da The Ring em distintas categorias (pena, super-pena, e super-leve).[6]